# José Inácio da Silva (governador de Angola)
José Inácio da Silva foi um encarregado do Governo colonial português.

## Biografia
Exerceu o cargo de Governador-Geral da Colónia de Angola entre 1920 e 1921, tendo sido antecedido por Isidoro Pedro Leger Pereira Leite e sucedido por José de Abreu Barbosa Bacelar.